# Аюн-ель-Атрус
Аюн-ель-Атрус (араб. عيون العتروس; фр. Aïoun El Atrouss) — місто в південній частині Мавританії, адміністративний центр області Ход-ель-Гарбі.

## Географія
Розташоване за 215 км на схід від міста Кіффа та за 280 км на захід від міста Тімбедра (автодорогою).

### Клімат
Місто знаходиться у зоні, котра характеризується кліматом тропічних пустель. Найтепліший місяць — червень із середньою температурою 35.6 °C (96 °F). Найхолодніший місяць — січень, із середньою температурою 22.8 °С (73 °F).
| Клімат Аюн-ель-Атруса   | Клімат Аюн-ель-Атруса | Клімат Аюн-ель-Атруса | Клімат Аюн-ель-Атруса | Клімат Аюн-ель-Атруса | Клімат Аюн-ель-Атруса | Клімат Аюн-ель-Атруса | Клімат Аюн-ель-Атруса | Клімат Аюн-ель-Атруса | Клімат Аюн-ель-Атруса | Клімат Аюн-ель-Атруса | Клімат Аюн-ель-Атруса | Клімат Аюн-ель-Атруса | Клімат Аюн-ель-Атруса |
| Показник                | Січ.                  | Лют.                  | Бер.                  | Квіт.                 | Трав.                 | Черв.                 | Лип.                  | Серп.                 | Вер.                  | Жовт.                 | Лист.                 | Груд.                 | Рік                   |
| Абсолютний максимум, °C | 38                    | 41                    | 42                    | 45                    | 46                    | 46                    | 45                    | 46                    | 42                    | 42                    | 40                    | 37                    | 46                    |
| Середній максимум, °C   | 27                    | 31                    | 33                    | 37                    | 40                    | 40                    | 37                    | 35                    | 36                    | 36                    | 32                    | 28                    | 35                    |
| Середня температура, °C | 22                    | 25                    | 28                    | 32                    | 35                    | 35                    | 32                    | 31                    | 32                    | 32                    | 27                    | 23                    | 30                    |
| Середній мінімум, °C    | 17                    | 20                    | 22                    | 26                    | 30                    | 30                    | 28                    | 27                    | 27                    | 27                    | 22                    | 18                    | 25                    |
| Абсолютний мінімум, °C  | 8                     | 6                     | 11                    | 16                    | 17                    | 17                    | 21                    | 20                    | 20                    | 17                    | 8                     | 6                     | 6                     |
| Днів з опадами          | 1                     | 0                     | 0                     | 1                     | 1                     | 1                     | 2                     | 4                     | 3                     | 1                     | 1                     | 0                     | 15                    |
| ----------------------- | --------------------- | --------------------- | --------------------- | --------------------- | --------------------- | --------------------- | --------------------- | --------------------- | --------------------- | --------------------- | --------------------- | --------------------- | --------------------- |
| Джерело: Weatherbase    |                       |                       |                       |                       |                       |                       |                       |                       |                       |                       |                       |                       |                       |

## Населення
За даними на 2013 рік чисельність населення міста становила 28 691 особу.
Динаміка чисельності населення міста за роками:
| 1997   | 1998   | 2013   |
| ------ | ------ | ------ |
| 16 814 | 17 386 | 28 691 |

## Історія
17 квітня 1974 року поблизу міста впав метеорит. У 2007 році через місто проходив один з етапів ралі Дакар 2007.